# Engenstein
Engenstein ist ein Ortsteil der ehemaligen Gemeinde Biberau, die 1994 in der neugebildeten Gemeinde Schleusegrund im Landkreis Hildburghausen in Thüringen aufgegangen ist.

## Lage

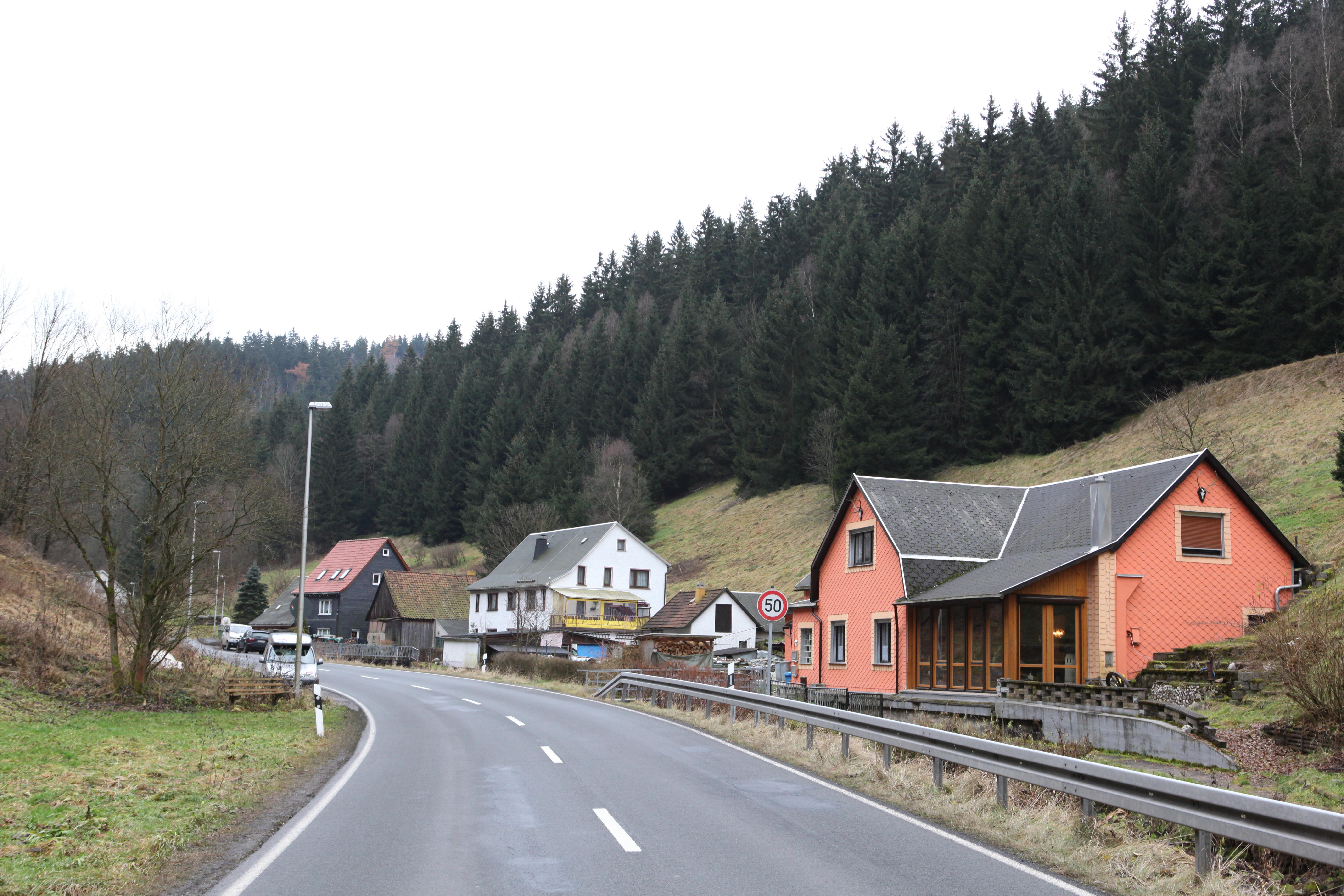
Engenstein

Engenstein ist ein Straßendorf im Tal der Biber. Talabwärts, der Bibergrundstraße (Kreisstraße 523) folgend, liegt das benachbarte Lichtenau.

## Geschichte
1311 wurde das Dorf erstmals urkundlich genannt, sein Name deutet auf eine markante Engstelle im Bibertal hin.
Dicht östlich der Ortslage befand sich nach örtlicher Überlieferung die Burgstelle Engenstein, deren Steine beim Bau der Kirche in Biberschlag Verwendung fanden.